# Ching Shih
Ching Shih (kinesisk: 鄭氏; pinyin: Zhèng Shì; kantonesisk: Jihng Sih; Ching Shih, Zheng Yi-Sao, Cheng I Sao; født 1775 i Guangdong, død 1844) var en berømt kvindelig kinesisk pirat. Hun havde på sin højde henved 1.500 skibe og ca. 80.000 mand under sin kommando.
 
I 1801 giftede en piratkaptajn ved navn Zheng (også stavet Cheng eller Ching) sig med en ung prostitueret og sammen opbyggede de en stor sørøverflåde. Kaptajnen døde i 1807 og efterlod sig ægtefællen, fra nu af kaldet enken Ching, i kommando.
Jiaqing-kejseren fordømte sørøveriet i et skarpt edikt. I januar 1808 kom det til et stort søslag ud for Guangdongs kyst mellem den kejserlige flåde og piraterne. Det endte med en stor sejr for sørøverne.
Efter en serie med yderligere nederlag ændrede Qing-regeringen sin politik. De tilbød i 1810 enken Ching amnesti, hvilket hun tog imod. Hun levede så fredeligt og uforstyrret i Guangzhou frem til, at hun døde som velhavende bedstemor i 1844.
Hendes liv er blevet filmatiseret: Singing behind the screens.